# スポットライト (2008年のテレビドラマ)
『スポットライト』は、韓国MBCにて2008年5月14日から7月3日まで放送されたテレビドラマ（韓国ドラマ）である。
日本では、2009年4月5日から2009年7月26日までNHK-BS2で毎週日曜21時に放送され、NHK総合で2009年6月19日から毎週金曜22時に、BS-Hiでは2009年6月22日から毎週月曜18時に、それぞれ再放送された。

## 概要
韓国MBCテレビ報道局の全面協力により実現した専門職ドラマ。スクープ合戦など日常のニュース現場の様子をリアルに描いている。

## 登場人物

### 主要人物
- ソ・ウジン：ソン・イェジン（声小林さやか） 
GBS放送報道局社会部記者。新任の社会部キャップ、オ・テソクの厳しさにも負けず、常に前向き。ニュース番組のキャスターになるのが目標。
- オ・テソク：チ・ジニ（小山力也）
GBS放送報道局社会部キャップ。担当していた事件の報道をめぐって社会部長と衝突し、地方に左遷されていたが、3年ぶりに社会部に復帰。ジャーナリストとしての誇りと信念を持つが、妥協を許さぬスタイルに敵も多い。ソ・ウジンの行動力と根性に記者としての可能性を見出す。
- イ・スンチョル：チン・グ（佐藤せつじ）
GBS放送報道局社会部の新人記者。記者見習いとしてウジンから指導をうける。ウジンとは大学の同級生。
- チェ・ミョンウン：チョ・ユニ（園崎未恵）
GBS放送報道局社会部記者。ウジンの先輩で、勝手な行動をとるウジンが気に食わない。ウジン同様、番組キャスターを目指している。

### GBS報道局
- ムン・ジェグク：イ・ギヨル（佐々木勝彦）
GBS放送報道局長。テソクを社会部キャップに復帰させ、ニュース番組「スポットライト」の視聴率アップを命じる。
- アン・ジュンソク：アン・ソッカン（堀内賢雄）
GBS放送報道局社会部長。テソクの上司。3年前も、上司として熱血記者テソクに手を焼いた。
- チョン・ソンイル：チョン・ギュス（後藤哲夫）
GBS放送報道局政治部長。アン社会部長のライバルで、ことあるごとに社会部を蹴落とそうとする。
- イ・ジュヒ：キム・ボギョン（安藤麻吹）
GBS放送報道局社会部副キャップ。テソクの古くからの同僚。部下たちとの間を取り持つまとめ役。
- スン・チャン：コ・ミョンファン
ウジンの先輩記者。
- オム・セヒ：ミン・ソヒョン

### ウジンの家族
- ウジンの父：チョン・インテク
- ウジンの母：クム・ボラ
- ソ・ウヒョン：キム・ジョンウク（竹若拓磨）
ウジンの兄。韓国紙ミョンソン日報の記者をしている。

### 警察
- コ・ビョンチョン：イ・デヨン（亀山助清）
警察署刑事課班長。ウジンとは何かと接する機会が多い。
- イ・チュンギ：イム・スンデ（河本邦弘）
警察署刑事課刑事。コ班長の部下。人が良く、ウジンとも親しくしている。
- 刑事：チェ・スンギョン

### その他の人物
- チャン・ジンギュ：チョン・ジン
凶悪な逃亡犯。ウジンとたびたび接触する。
- チョ・サンミン：チェ・ジョンリュル
弁護士。
- キム・ミフィ：チョン・ヘヨン
ニュース番組のアンカー。

## 登場物

### 放送局・番組
- GBS (Global Broadcasting System)
  - 『9時ニュース スポットライト』
  - 『深層レポート』
- SNS
- MBS

### 新聞社
- ミョンソン日報
- ソギョン日報

### 企業
- ヨンファン・グループ
  - ヨンファン建設

### 事件
- チャン・ジンギュ事件
1997年に韓国で大きな問題となったシン・チャンウォン事件を念頭に置いているとみられる。
- ニューシティー事件
- ヨンファン建設機密費造成事件
2007年に問題となったサムスングループ機密費疑惑を念頭に置いているとみられる。
- ソヘド経済特区事業事件
李明博大統領の大運河政策などを念頭に置いているとみられる。

## NHK総合での放送・視聴率
NHK総合では2009年6月19日から2010年3月19日まで放送されていたが、BS-2での放送とは異なる点がある。
- BS-2では毎回60分で放送したが、NHK総合では43分に縮小される。ただし、もともと74分あった第1話のみ、73分で放送された。またBS-Hiでは第1話のみ放送開始時間を15分間早め、午後5時45分から放送した。
- NHK総合では全16話を前編（第1話 - 第7話、2009年6月19日 - 7月31日放送）と後編（第8話 - 第16話、2010年1月8日 - 3月19日放送）に分けて放送された。（第9話は、民主党小沢一郎幹事長関連の違法献金事件で逮捕者が出たことによる報道特別番組の為、番組の途中で打ち切られた。翌週の1月22日に改めて放送された。）
- この作品をもってNHK総合「金曜ドラマ」枠は終了した。

### サブタイトル
| 各話                                             | 放送日        | サブタイトル       | 視聴率 |
| ------------------------------------------------ | ------------- | ------------------ | ------ |
| 第01話                                           | 2009年6月19日 | お騒がせ記者       | 4.8%   |
| 第02話                                           | 2009年6月26日 | 熱血新任キャップ   | 3.8%   |
| 第03話                                           | 2009年7月03日 | 新入りはつらいよ   | 3.7%   |
| 第04話                                           | 2009年7月10日 | 危険なデート       | 4.0%   |
| 第05話                                           | 2009年7月17日 | 必死のリポート     | 3.1%   |
| 第06話                                           | 2009年7月24日 | キャスターへの道   | 4.2%   |
| 第07話                                           | 2009年7月31日 | 伝えたいニュース   | 4.2%   |
| 第08話                                           | 2010年1月08日 | スクープのにおい   | 2.6%   |
| 第09話                                           | 2010年1月22日 | 特ダネの代償       | 3.6%   |
| 第10話                                           | 2010年1月29日 | 語れない真実       | 2.8%   |
| 第11話                                           | 2010年2月05日 | ジャーナリスト対決 | 2.7%   |
| 第12話                                           | 2010年2月12日 | 真相の深層         | 3.7%   |
| 第13話                                           | 2010年2月19日 | 託されたメモリー   | 4.1%   |
| 第14話                                           | 2010年2月26日 | 生死をかけた戦い   | 3.2%   |
| 第15話                                           | 2010年3月5日  | 報道の光と影       | 4.9%   |
| 第16話                                           | 2010年3月19日 | 最後は勝つ         | 4.1%   |
| 平均視聴率3.7%（関東地区・ビデオリサーチ社調べ） |               |                    |        |

- 2010年3月12日は『日本の、これから』（テーマは日米同盟・安保）放送のため休止。

## スタッフ
- 演出 - オ・ギョンフン、キム・ドフン（朝鮮語版）
- 脚本 - ファン・ジュハ、チェ・ユンジョン

## 音楽
- イ・スンヨル『Stand 4 U』